# Serbia Mare
Termenul de Serbia Mare sau Sârbia Mare (în limba sârbă: Велика Србија / Velika Srbija), mai rar Marea Serbie/Sârbie se referă la un concept iredentist de revendicare de către cercurile naționaliste sârbe ale unor teritorii aflate în afara granițelor Serbiei, care sunt considerate parte a unei patrii naționale mai mari, pe baza unei prezențe actuale sau istorice a populației sârbești (sau a etniilor slave meridionale înrudite) în regiunile respective. Conceptul unei Serbii Mari a stat parțial și la baza creării statului iugoslav, care a reunit toate etniile slave meridionale, cu excepția Bulgariei care a refuzat să se alăture acestui conglomerat de popoare condus de la Belgrad.
În decursul secolelor XIX și XX, Serbia a obținut mai multe teritorii, profitând îndeosebi de pe urma dezmembrării Imperiului Otoman și Austro-Ungar. Criteriile pe baza cărora aceste teritorii i-au fost atribuite Serbiei au fost foarte diferite și adeseori se contraziceau între ele. Astfel, regiunea Kosovo a fost atribuită Serbiei în 1912 din considerente istorice (a aparținut Serbiei medievale până în sec. XIV), dar nu și etnice, albanezii fiind majoritari. În cazul Voivodinei, criteriile care au stat la baza revendicării au fost exact inverse decât în cazul regiunii Kosovo: nu a aparținut niciodată Serbiei medievale, însă în 1918 sârbii dețineau o majoritate relativă de 34%. În cazul altor regiuni nu era întrunit nici principiul istoric, dar nici cel etnic. Astfel, Timocul, atribuit Serbiei în 1833 de către otomani nu a aparținut niciodată Serbiei medievale, iar populația majoritară era românească, nu sârbească. De asemenea, teritoriile obținute de la Bulgaria în urma tratatului de la Neuilly (1919) nu erau aproape deloc populate de sârbi și nici nu au aparținut în trecut Serbiei. De asemenea, revendicarea întregului Banat (inclusiv a Timișoarei) în 1918-1920 nu avea nici temei etnic, dar nici istoric.

## Galerie de imagini

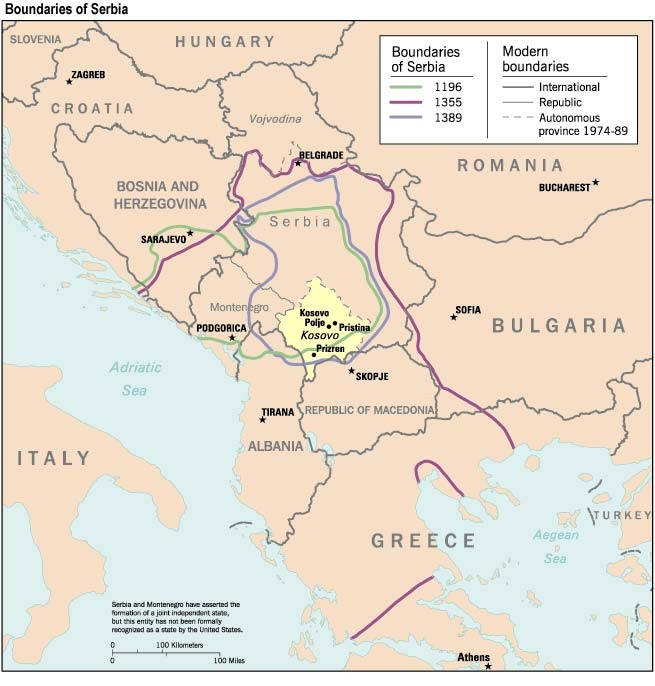
Limitele Serbiei medievale. Sub ţarul Ştefan Duşan, Serbia medievală a atins un apogeu al extinderii sale teritoriale
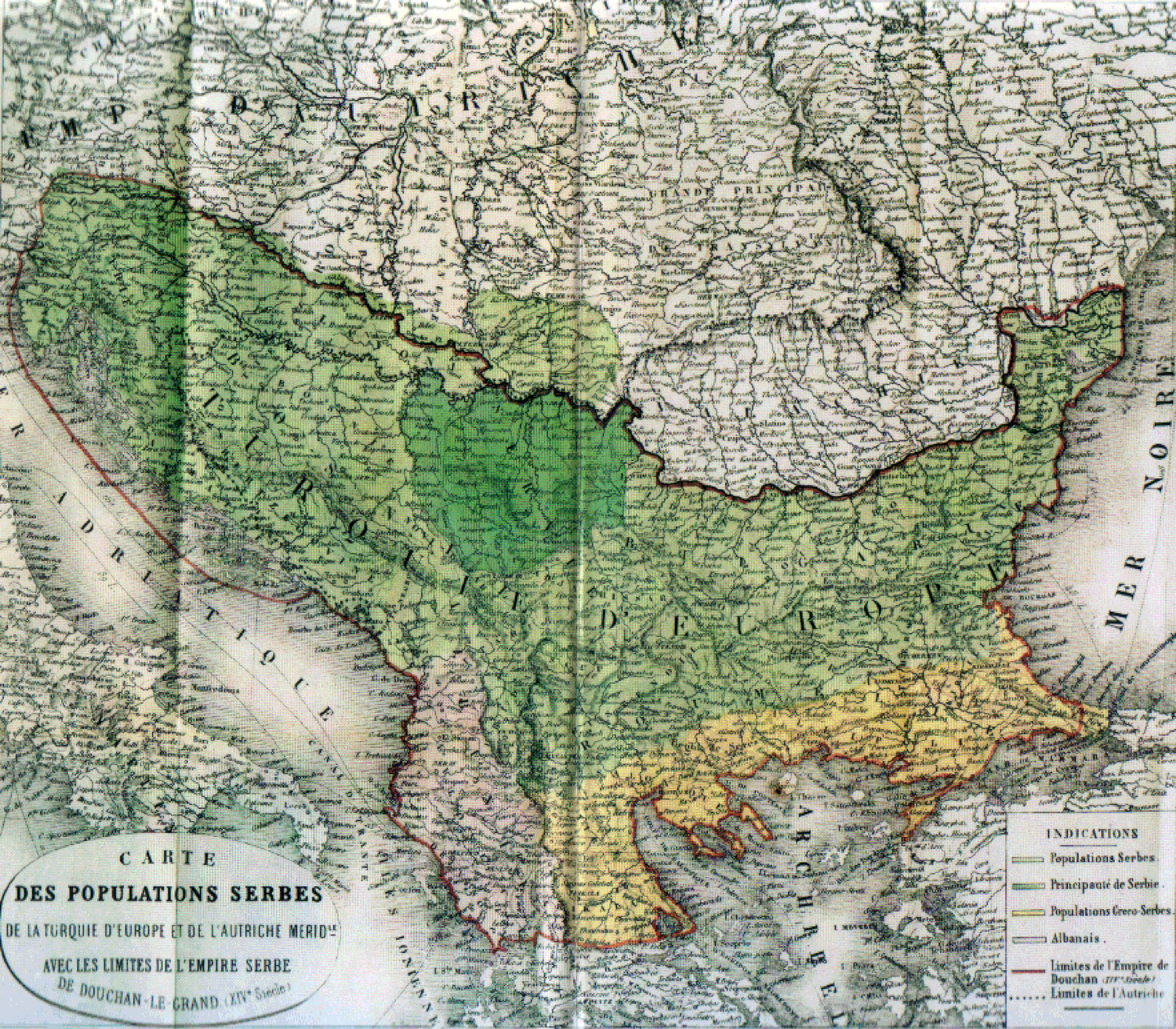
O hartă a Marii Sârbii, publicată în 1862 la Paris. Toate teritoriile populate majoritar sau minoritar de popoare slave meridionale erau considerate ca fiind sârbeşti
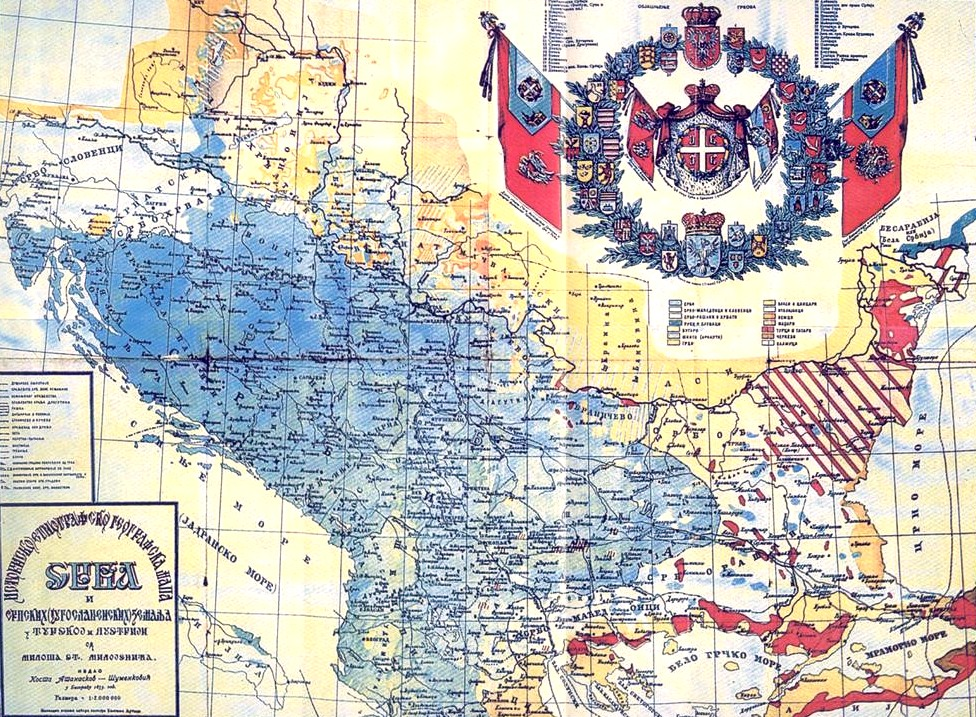
Serbia Mare în viziunea lui Miloș Miloievici (1863)
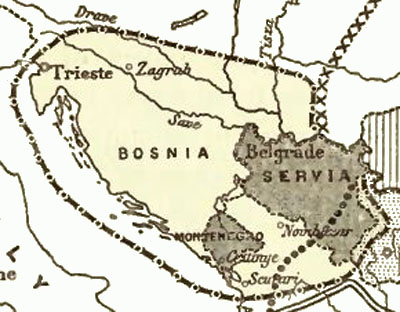
Aspiraţiile teritoriale ale Serbiei în perioada preamergătoare Primului Război mondial
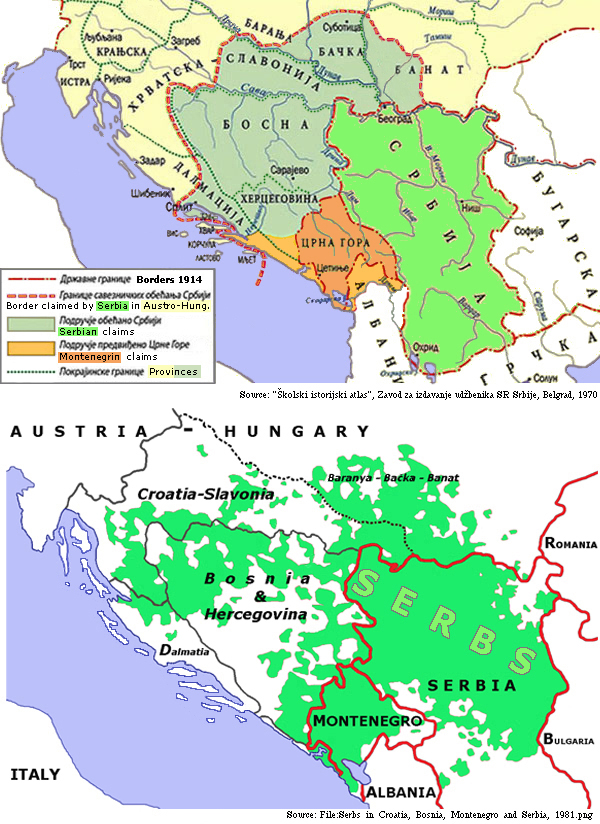
Revendicările Serbiei și Muntenegrului în timpul Primului Război mondial și populația sârbească (verde)
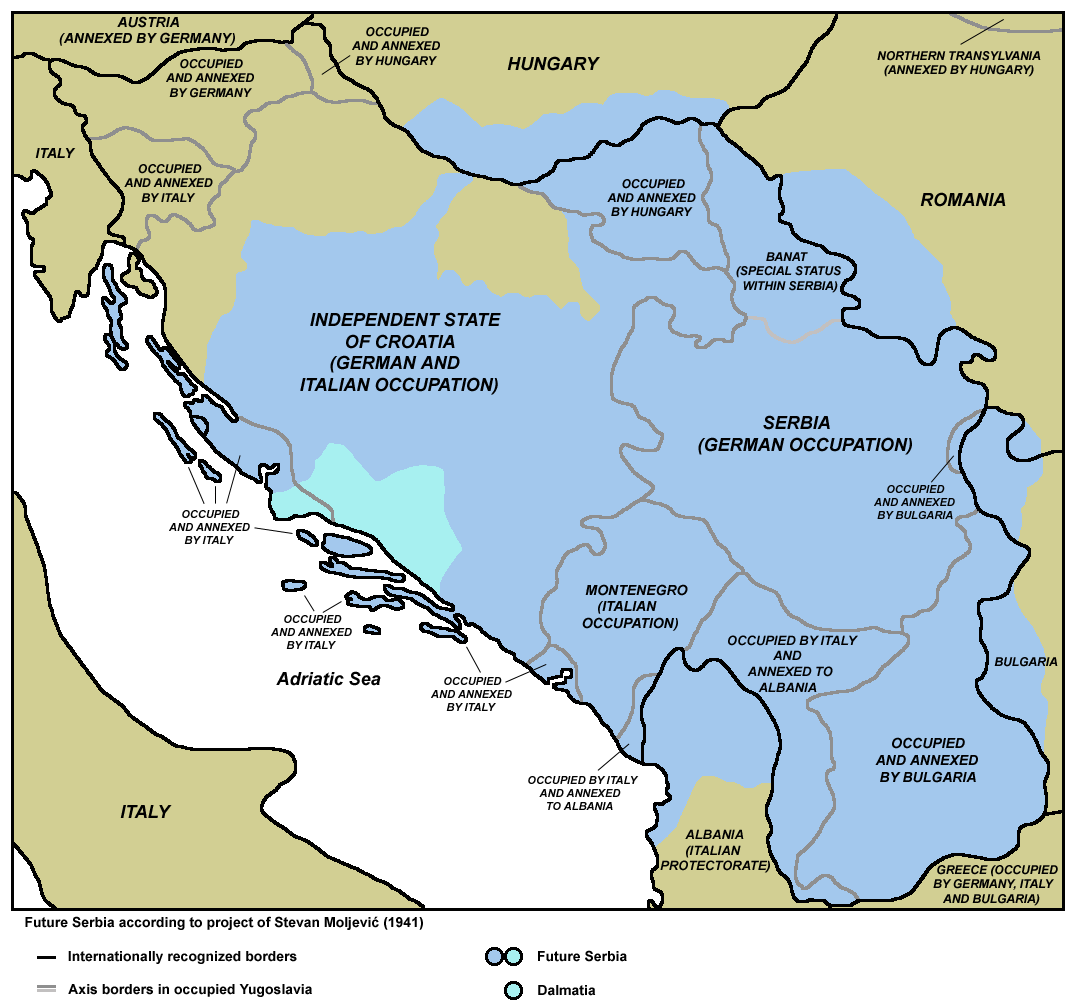
Aspiraţiile teritoriale ale Serbiei în timpul celui de-al Doilea Război Mondial, după Ștefan Molievici
Serbia Mare, văzută de politicianul sârb Voislav Șeșeli, liderul Partidului Radical Sârb